# St. Vinzenz am Thy

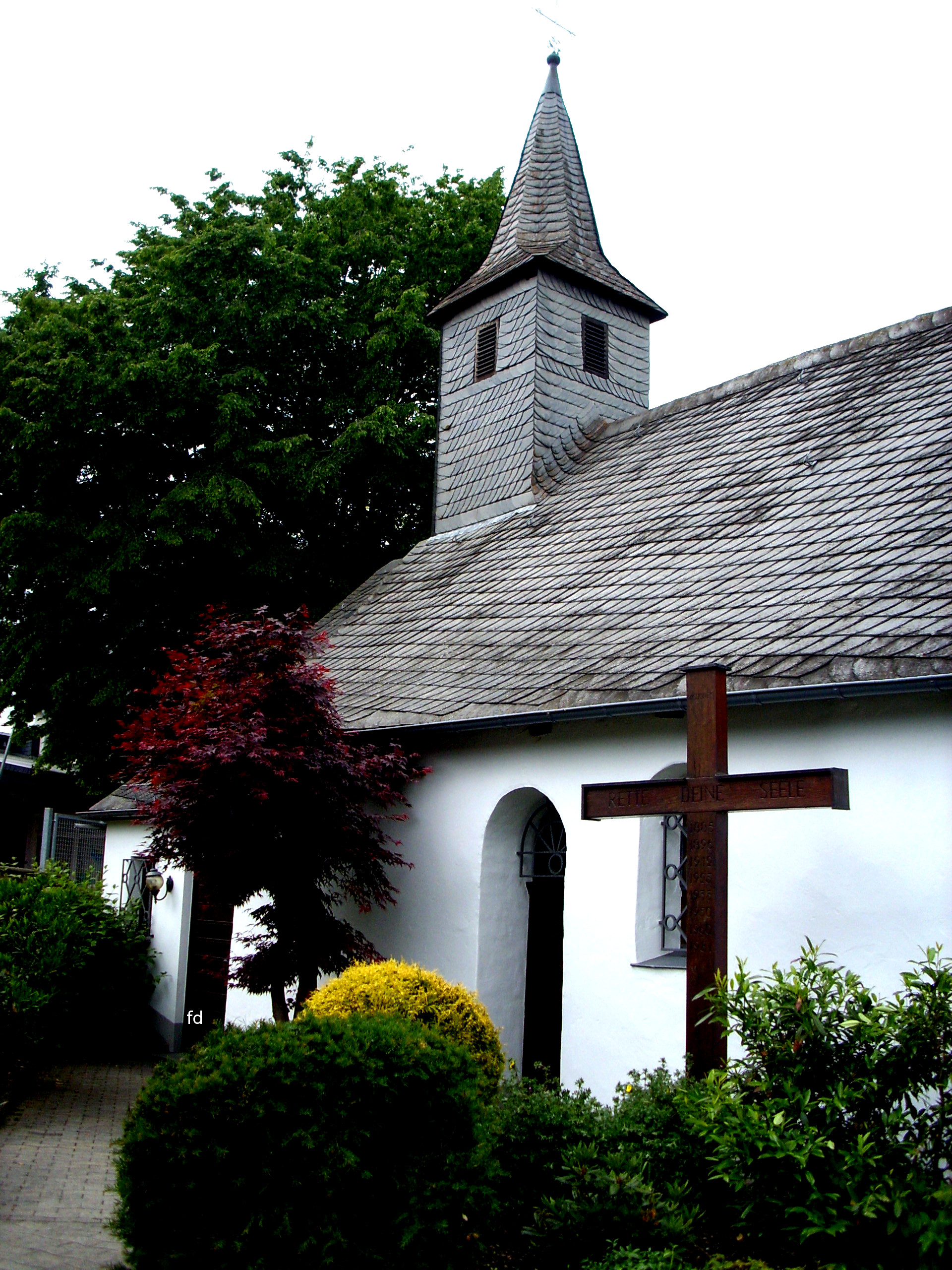
St. Vinzenz am Thy

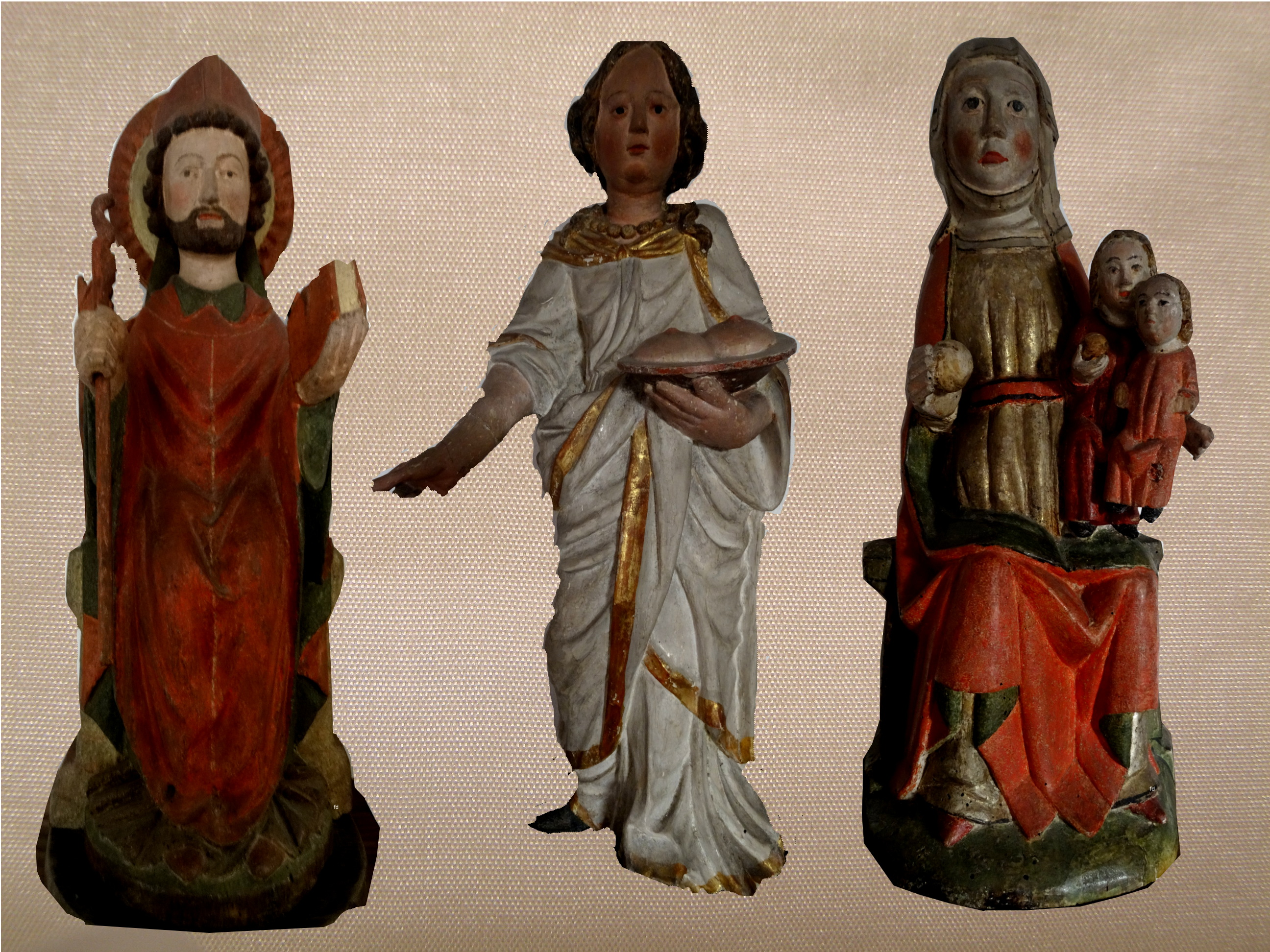
3 der 4 in dem Artikel beschriebenen Figuren

Die katholische Kapelle St. Vinzenz am Thy ist ein denkmalgeschütztes Kirchengebäude am Thy in Wallen, einem Ortsteil von Meschede im Hochsauerlandkreis (Nordrhein-Westfalen).

## Geschichte und Architektur
Der schlichte, verputzte Saalbau mit einem eingezogenen Chor im Fünfachtelschluss wurde 1647 errichtet. Er ist mit einem Dachreiter bekrönt. Bemerkenswert sind einige qualitätsvolle Holzskulpturen. Die Figur des Heiligen Bischofs stammt wohl aus der Zeit um 1300, Die Anna selbdritt von der Mitte des 14. Jahrhunderts. Der Johanneskopf wurde um 1600 und die hl. Agatha in der zweiten Hälfte des 17. Jahrhunderts geschnitzt.